# Station Nishi-Nagahori
Station Nishi-Nagahori (西長堀駅, Nishi-nagahori-eki) is een metrostation in de wijk Nishi-ku in de Japanse stad Osaka. Het wordt aangedaan door de Sennichimae-lijn en de Nagahori Tsurumi-ryokuchi-lijn. Het station van de Nagahori Tsurumi-ryokuchi-lijn staat loodrecht op dat van de Sennichimae-lijn, waardoor beide stations hun eigen sporen hebben.

## Lijnen

### Sennichimae-lijn(stationsnummer S14)
| 1 | ■Sennichimae-lijn | richting Namba, Tsuruhashi en Minami-Tatsumi |
| 2 | ■Sennichimae-lijn | richting Awaza en Nodahanshin                |

### Nagahori Tsurumi-ryokuchi-lijn(stationsnummer N13)
| 1 | ■Nagahori Tsurumi-ryokuchi-lijn | richting Shinsaibashi, Kyōbashi en Kadoma-Minami |
| 2 | ■Nagahori Tsurumi-ryokuchi-lijn | richting Taishō                                  |

## Geschiedenis
In 1969 werd er een station geopend aan metrolijn 5 (thans de Sennichimae-lijn) en in 1997 opende het station van de Nagahori Tsurumi-ryokuchi-lijn zijn deuren.

## Overig openbaar vervoer
Bussen 55 en 84

## Stationsomgeving
- Stadsdeelkantoor van Nishi-ku
- Gemeentelijk cultuurcentrum voor kinderen
- Bibliotheek van Nishi-ku
- Vakschool voor tandheelkunde
- Wakoji-tempel
- Tosa Inarijinja-schrijn
- Hoofdkantoor van Maruichi Steel Tube

Taishō · Dome-mae Chiyozaki · Nishi-Nagahori · Nishiōhashi · Shinsaibashi · Nagahoribashi · Matsuyamachi · Tanimachi Rokuchōme · Tamatsukuri · Morinomiya · Osaka Business Park · Kyōbashi · Gamō Yonchōme · Imafuku-Tsurumi · Yokozutsumi · Tsurumi-Ryokuchi · Kadoma-Minami
Nodahanshin · Tamagawa · Awaza · Nishi-Nagahori · Sakuragawa · Namba ·  Nippombashi · Tanimachi Kyūchōme · Tsuruhashi · Imazato · Shin-Fukae · Shōji · Kita-Tatsumi · Minami-Tatsumi